# 마리야 코즐로바
마리야 코즐로바(러시아어: Мария Козлова, 1983년 7월 4일 ~ )는 러시아의 배우이다.